# Thierry Marx
Thierry Marx, nascido em 19 de setembro de 1959 em Paris, é um chef francês. Sua cozinha é particularmente inspirada na gastronomia molecular.

## Biografia
Thierry Marx cresceu no bairro de Ménilmontant na cidade de Paris na rua " 140 Menilmontante ». Seu avô, Marcel Marx, era um encanador, refugiado polonês judeu e comunista durante a Segunda Guerra Mundial. Diz que nasceu entre as ruas Belleville e Ménilmontant de pais imigrantes judeus poloneses Sua mãe era auxiliar de laboratório e seu pai trabalhava na construção civil. Sonha em ser padeiro ao passar em frente à padaria de Bernard Ganachaud, fundador da Flauta Gana. Durante seus anos de faculdade, ele e seus pais mudaram-se para o bairro Cité du Bois-l'Abbé situado na comuna de Champigny-sur-Marne. Com um currículo escolar medíocre, recusaram-se a aceitá-lo na faculdade de hotelaria, como desejava, e encaminharam-no para o curso de mecânica geral, onde não ficará mais de 3 meses.; confidencia ao jornalista e colunista Quentin Périnel:

"Eu tinha raiva… Tinha a reputação de chefe de gangue, de durão, um longo período de perambulação, vegetando na natureza, com uma falta total de projetos. Estraguei tudo, meti-me numa briga. Fugi, escapei para Paris… Champigny-sur-Marne, a cidade onde eu morava, era uma cidade fantasma, um deserto."

## Carreira
Em dezembro de 2018, confessa a Isabelle Morizet que, “ Dos doze rapazes daquela época, apenas duas ainda estão vivas ".
Ingressou nos Compagnons du Devoir em 1978, onde obteve os Certificados de Aptidão Profissional (CAP) para confeiteiro, chocolateiro e sorveteiro. Mas aos 19 anos, Thierry Marx alistou-se no exército como para-quedista na infantaria da marinha. Tornou-se capacete azul em 1980 durante a guerra do Líbano antes de juntar-se às falanges libanesas.
De volta à França, diz-se " em pedaços ». Trabalha como vigilante, transportador de valores e almoxerife antes de finalmente voltar à cozinha. Trabalhou nos restaurantes Ledoyen, Taillevent e Robuchon. Notável em seu trabalho, torna-se chefe de cozinha do Regency Hotel em Sydney (Austrália) e viaja o mundo (Cingapura, Hong Kong, Tóquio).
Na década de 1980 chefiou as cozinhas do luxuoso hotel quatro estrelas Le Cheval Blanc em Nîmes, localizado em frente às suas famosas Arenas. Mantido por Régine Zylberberg, este hotel é o símbolo do esplendor daqueles anos, e recebeu, na época, toda alta a sociedade parisiense.
Em 1988 recebeu sua primeira estrela no Guia Michelin para o restaurante Roc en Val situado na comuna francesa de Montlouis-sur-Loire. Depois, de 1990 a 1995, no Cheval Blanc em Nîmes, recebeu uma estrela em 1991. Chef do restaurante Cordeillan-Bages em Pauillac desde 1996, obteve sua primeira estrela Michelin em 1996 e uma segunda em 1999. É eleito" Cozinheiro do ano em 2006 pela Gault & Millau. Em 15 de fevereiro de 2008, o diário de negócios Les Échos dedica-lhe uma entrevista, acompanhada de uma apresentação do jornalista que dirige o blog Ménilmontant, mais oui madame… Este é o seu primeiro retrato num jornal de negócios francês. Em outubro de 2008  participa de uma iniciativa do Foodlab, uma cozinha-laboratório na fronteira entre gastronomia e ciência. Trata-se de um local de experimentação que reúne cientistas e chefs de renome internacional.
De fevereiro de 2010 à abril de 2014 foi um dos jurados do programa Top Chef no M6 com Ghislaine Arabian, Christian Constant e Jean-François Piège.
Desde abril de 2010 esta à frente da restauração do Mandarin Oriental Paris. Em junho de 2011 inaugurou notavelmente o restaurante Sur-Mesure by Thierry Marx, o restaurante Le Camélia e uma confeitaria. Em dezembro de 2010, tornou-se o herói de um mangá sobre as práticas da cozinha molecular na revista Science et Vie Découvertes.
Em 2012 seu restaurante Sur-mesure by Thierry Marx recebe duas estrelas no guia Michelin, e atualmente 5 estrelas no guia Gault & Millau.
Em abril de 2012 é nomeado Cavaleiro das Artes e das Letras por Frédéric Mitterrand. No mesmo ano foi escolhido presidente de honra dos Rencontres François-Rabelais..
Em 2013 colabora com a marca 3 Suisses para a qual cria com a artista plástica Mathilde de l'Écotais,  uma coleção de miniaturas.
É nomeado cavaleiro da Legião de Honra em julho de 2013.
No final de 2013, Thierry Marx e Raphaël Haumont, com quem escreveu Le répertoire de la cuisine innovante em Junho de 2012, inauguraram o Centre français de l’innovation culinaire (CFIC), um laboratório da universidade Paris Sud onde eles elaboram juntos as texturas e os sabores da cozinha do futuro. Esse laboratório inovador, nascido da união entre um chef e um pesquisador, busca um objetivo: com o auxílio da ciência, criar a cozinha do futuro, uma cozinha saudável, o mais próximo possível da matéria-prima e que respeite o planeta.
Em 2014 é eleito chef do ano no guia Pudlo e recebe a consagração de três medalhas.
Participa como coach do programa Un village à la diète  transmitido em 20 de julho na TF1, ao lado da médica nutricionista Vanessa Rolland, do treinador de atletismo Renaud Longuèvre e da Miss França 2011 Laury Thilleman.
Em 2016 conhece Thomas Pesquet em um círculo de judocas de elite. É selecionado pela CNRS para elaborar todos os pratos que serão consumidos pelo astronauta ao curso de sua missão espacial. O projeto estende-se por dois anos, com uma série de recomendações radicais que têm em conta as restrições de peso no espaço, mas também os gostos gastronômicos de Thomas. 350 pratos serão elaborados, incluindo a ceia de Natal.
Em 2018, em conjunto com Frédéric Anton, assume o restaurante Le Jules Verne, situado sobre a Torre Eiffel.
Ainda em 2018, faz uma aparição na série Joséphine ange gardien interpretando a si mesmo no episódio 1 da temporada 19 intitulado Graine de chef.

## Cozinheiro  "engajado"
Thierry Marx considera a cozinha como "um elo natural e social que pode reunir os homens", algo que se traduz em muitas de suas ações.
Em 2002 Thierry Marx intervém no meio carcerário para transmitir seus conhecimentos. E em 2012 proporciona aos detentos da penitenciária de Poissy beneficiarem-se de uma formação profissional especializada em Restaurantes.
Thierry Marx pratica e ensina artes marciais. Praticou notavelmente judo, kendô e MMA.
Para a inauguração do Mandarin Oriental Paris e de seus diferentes empreendimentos, apresentou a prática de tai-chi-chuan às suas equipes com o objetivo de combater o estresse e unir suas equipes.
Em 2012 oferece em Paris, no bairro de Ménilmontant, uma formação gratuita para a área de restaurantes. Batizado Cozinha, Modo de Emprego, a iniciativa é destinada prioritariamente a jovens sem diploma e a pessoas em processo de reinserção ou reciclagem. Na primeira etapa, o chef recebeu 150 candidaturas, mas apenas manteve oito candidatos. Ao término da formação eles obterão um certificado de qualificação profissional.
Em 2013 cria, através da Cozinha, Modo de Emprego, um centro de formação em panificação, um restaurante de aplicação e inserção e um centro de criação culinária. Recebe a ajuda de vários colaboradores p, que pela primeira vez na França puderam colaborar por meio de crowdfunding através do site My Major Company. Seu projeto Cozinha, Modo de Emprego, A Padaria foi lançado em Janeiro de 2013.
Para a eleição presidencial francesa de 2017 apoia Emmanuel Macron.
Em 2017 aceitou patrocinar a iniciativa "Louis Goulard" da l'École des mousses, para a qual transmitiu sua experiência a respeito do rigor, do engajamento e da regularidade por meio de conferências e celebrações.
Em 2020 o projeto Cozinha, Modo de Emprego já conta com uma dezena de escolas fixas na França, bem como com quinze centros de formação itinerantes.
No início de 2020 abre em Souillac, no meio rural, um curso de licenciatura cujo programa destaca "a responsabilidade social e ambiental avançada" dos futuros profissionais do ramo de restaurantes e encoraja a alocação de recursos para os produtores locais e à comercialização alimentos.
Thierry Marx torna-se um vegetariano-flexível, (80% de proteínas vegetais e apenas 20% de proteínas animais). Desde meados de 2010 milita a favor dessa nova dieta que segue a linha de Alain Passard.
A propósito das questões ambientais, declarou: "é em 2050 que os restaurantes deverão possuir uma grande responsabilidade social e ambiental". Salienta a importância da fácil comercialização de produtos que permitirá que pequenos artesãos forneçam seus serviços culinários à Torre Eiffel.

## Entusiasta da comida de rua
Para Thierry Marx, a cozinha de rua é "um poderoso motor de integração social". Conduziu nos últimos anos várias ações em favor da cozinha de rua. Em 2009 inaugura em Blanquefort, próximo de Bordeaux, as "oficinas de cozinha nômade".
Em setembro de 2012 organiza em parceria com a Badoit um jantar gastronômico a bordo do RER, trem que cruza a região parisiense. 400 pessoas degustaram os pratos do ilustre chef, servidos por 90 garçons durante seus 25 minutos de trajeto.
Em setembro de 2013, ainda em parceria com a Badoit, foi organizado um evento semelhante nos engarrafamentos da Rua Rivoli em Paris: 1000 pessoas tiveram a surpresa de serem servidas de um jantar gastronômico dentro de seus veículos, com a presença de uma centena de garçons, durante os três quilômetros de trajeto.
Em janeiro de 2021 apoia a participação de um jovem chef da região de Lot na Copa Francesa de Hamburguer.

## Prêmios
- Oficial da Legião de Honra. Premiado oficial na cerimônia de 1º de janeiro de 2022[24]
- Cavaleiro da Legião de Honra. Premiado em 12 de julho de 2013
- Oficial da Ordem das Artes e Letras. Premiado em 13 de Setembro de 2016
- Medalha de Honra da Proteção Judiciária da Juventude, medalha de prata (portaria de 14 de janeiro de 2022)